# Rosen och fjärilen
"Rosen och fjärilen" är en dikt av Daniel Fallström som tonsatts av David Almerén. Som visa blev den mycket populär i Ingvar "Tjotta" Olssons version inspelad 1954.